# Louis Félix Marie Franchet d’Espèrey

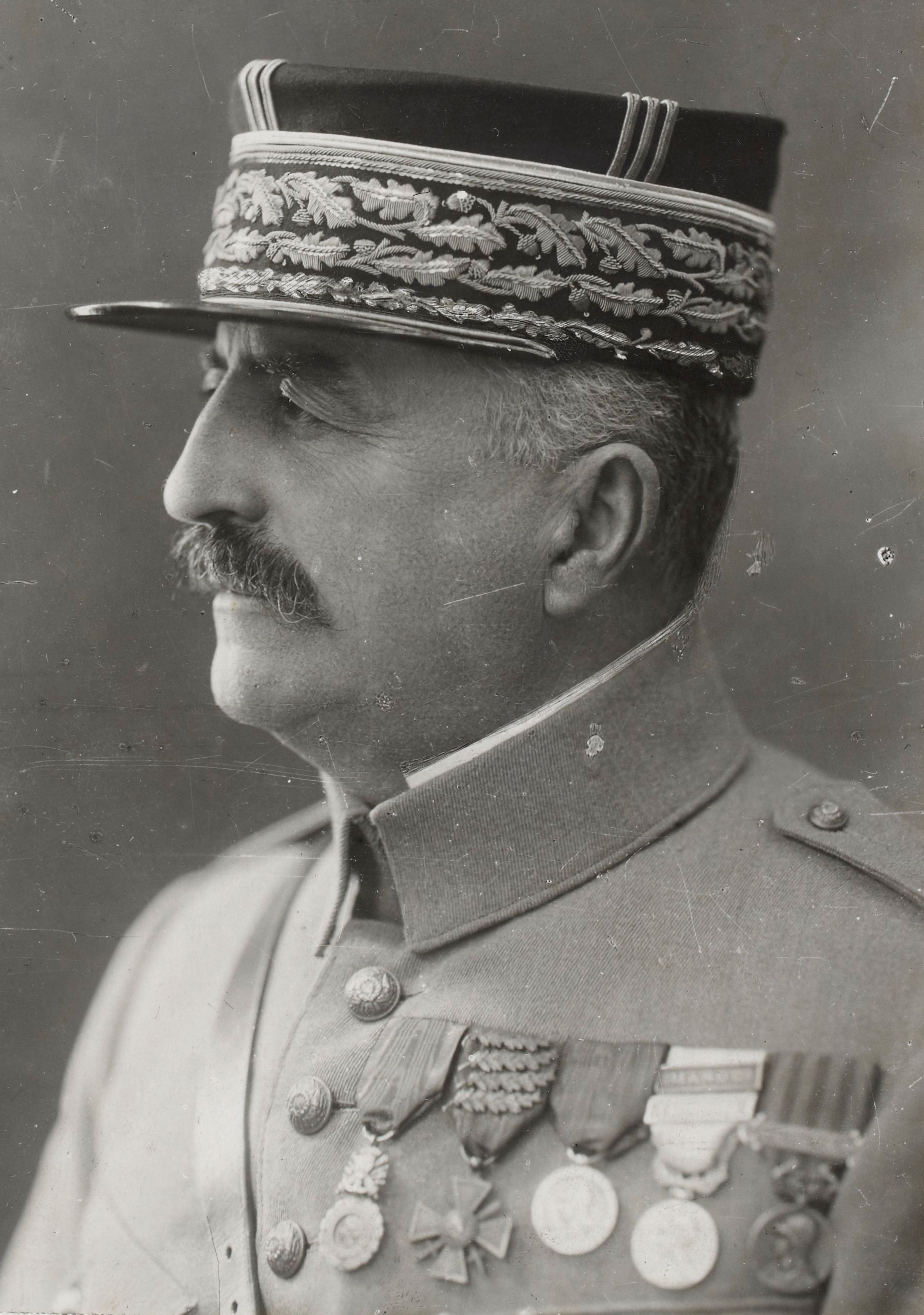
Louis Félix Marie Franchet d’Espèrey

Louis Félix Marie Franchet d’Espèrey (* 25. Mai 1856 in Mostaganem, Algerien; † 3. Juli 1942 in Saint-Amancet, Département Tarn) war ein französischer General und Marschall von Frankreich.

## Leben
Der als Sohn eines Kolonialoffiziers geborene Franchet d’Espèrey schloss die Offiziersschule von Saint-Cyr im Jahre 1876 ab. Anschließend diente er in Indochina, in China während des Boxeraufstandes 1900 und in Marokko.
Nach Ausbruch des Ersten Weltkrieges im Jahre 1914 kommandierte Franchet d’Espèrey während der Schlacht an der Sambre und bei St. Quentin das I. Armeekorps.  Ab 3. September 1914 war er als Nachfolger des glücklosen Generals Lanrezac Oberbefehlshaber der 5. Armee. Die 5. Armee  war entscheidend in der Marneschlacht und der Schlacht an der Aisne beteiligt. Zwischen März 1916 und Mai 1918 kommandierte er zwei Heeresgruppen. Zuerst führte er die Heeresgruppe Ost in Lothringen und ab Dezember 1916 die Heeresgruppe Nord an der Somme.
Unter seiner Führung erfolgte die Niederlage am Chemin des Dames im Verlauf der dritten Schlacht an der Aisne im Mai 1918. Am 17. Juni 1918 wurde er von der Westfront abberufen und löste General Adolphe Guillaumat als Oberbefehlshaber der Armée d’Orient an der mazedonischen Front ab.
Am 15. September 1918 begann die Orientarmee unter Franchet d’Espèrey eine Großoffensive gegen die Heeresgruppe Scholtz der Mittelmächte. Der Angriff erfolgte an den Höhenstellungen bei Dobro Pole, der schwächsten Stelle der bulgarischen Verteidigung. Bulgarien war gezwungen, aus dem Krieg auszuscheiden; den Erfolg des Durchbruches am Vardar ausnutzend, begann Franchet d’Espèrey einen Sturmlauf durch den Balkan, der erst kurz vor der ungarischen Grenze endete. Truppen unter seinem Befehl intervenierten anschließend zeitweise im Russischen Bürgerkrieg auf der Krim und in Odessa, bis sie sich im April 1919 zurückziehen mussten.
Franchet d’Espèrey blieb bis 1920 Oberbefehlshaber der französischen Truppen auf dem Balkan. Am 19. Februar 1921 wurde er zum Marschall von Frankreich ernannt und diente anschließend als Generalinspekteur der Truppen in Nordafrika. 1934 wurde er in die Académie française aufgenommen.
Er wurde im Caveau des Gouverneurs der Cathédrale Saint-Louis-des-Invalides in Paris beigesetzt.